# Otto Schünemann
Otto Schünemann (* 6. Oktober 1891 in Doberan; † 29. Juni 1944 bei Mogilew, Sowjetunion gefallen) war ein deutscher Offizier, zuletzt Generalleutnant der Wehrmacht im Zweiten Weltkrieg.

## Leben
Otto Schünemann trat als Freiwilliger am 16. Oktober 1906 in die Unteroffiziervorschule Jülich ein. Am 1. Oktober 1910 ging er als Unteroffizier in Berlin zum 3. Garde-Regiment zu Fuß. Dort wurde er am 25. September 1915 zum Offiziersstellvertreter ernannt.
Anfang März 1920 wurde Schünemann im Dienstgrad eines Leutnants aus dem Dienst verabschiedet und ging in den Polizeidienst, blieb aber erstmal bei der Polizei in Berlin. Anfang April 1920 wurde er bereits zum Polizeileutnant befördert.
Am 16. März 1936 wurde er im Dienstgrad eines Majors in die Wehrmacht übernommen. Anfang 1938 wurde er zum Oberstleutnant befördert. Ab Mitte November 1938 diente er im Stab des Infanterie-Regiments 37 bei der 6. Infanterie-Division in Osnabrück.
Zu Kriegsbeginn war er vom 1. September 1939 bis 26. September 1942 Kommandeur des neu aufgestellten  Infanterie-Regiments 184 bei der 86. Infanterie-Division ebenfalls in Osnabrück. Die Division nahm Stellung am Westwall und kämpfte in Frankreich. Von Ende Juni 1940 diente die Division für ein Jahr als Besatzungstruppe. Anschließend folgte die Verlegung nach Russland, wo sich Schünemann auszeichnen konnte.
Ab dem 1. Oktober 1942 war er Kommandeur der 337. Infanterie-Division. Im November 1942 wurde er zum Generalmajor und Mitte 1943 zum Generalleutnant befördert. Mit der Division kämpfte er in der Schlacht von Rschew. Von Ende Dezember 1943 bis Ende Januar 1944 wurde er durch Generalleutnant Walter Scheller als Divisionskommandeur vertreten. Nur zwei Tage vor seinem Tod wurde Schünemann Nachfolger des im Kampf gefallenen General der Artillerie Robert Martinek als Kommandierender General des XXXIX. Panzerkorps. Während der Operation Bagration wurde Schünemann am 29. Juni 1944 bei einem Ausbruchsversuch des Korps getötet, die 337. Infanterie-Division wurde anschließend aufgrund der Verluste zur Divisions-Gruppe 337 herabgestuft.
Der offizielle Wehrmachtbericht erwähnt Schünemann namentlich am 3. Juli 1944: „In den schweren Abwehrkämpfen fanden die Kommandierenden Generale, General der Artillerie Martinek und General der Artillerie Pfeiffer sowie Generalleutnant Schünemann, an der Spitze ihrer Korps kämpfend, getreu ihrem Fahneneid, den Heldentod.“

## Auszeichnungen (Auswahl)
- Eisernes Kreuz (1914) II. und I. Klasse
- Spange zum Eisernen Kreuz II. und I. Klasse
- Deutsches Kreuz in Gold
- Ritterkreuz des Eisernen Kreuzes mit Eichenlaub[2]
  - Ritterkreuz am 20. Dezember 1941
  - Eichenlaub am 28. November 1943 (339. Verleihung)[3]